# Lista dos apresentadores do Festival Eurovisão da Canção
Esta lista incluí aqueles que atuaram como apresentadores do Festival Eurovisão da Canção. Até 1978, era normal o certame apenas ter um apresentador, ano em que, pela primeira vez, duas pessoas apresentaram uma edição. Em 1979 o formato manteve-se, regressando ao formato de uma apresentadora no ano seguinte, que se manteve até 1987. A partir de 1988 e até 2009 (à exceção de 1995 e 1999), duas pessoas passaram a apresentar as edições. Em 1999, pela primeira vez, três pessoas apresentaram o certame, regressando o formato em 2010 que se manteve até 2017 (à exceção de 2013, em que foi apenas uma pessoa e 2016, em que foi uma dupla). Em 2017, pela primeira vez desde 1956, apenas homens apresentaram e em 2018, apenas mulheres conduziram a edição, para além de pela primeira vez, quatro pessoas apresentaram o certame, com o formato repetido no ano seguinte.

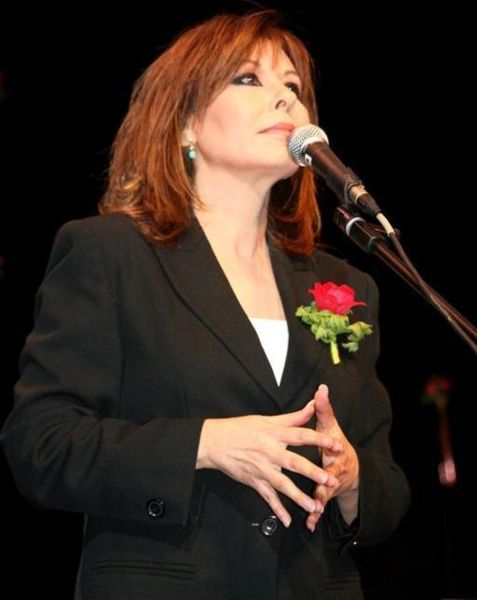
Apresentadora de 1979: Yardena Arazi.

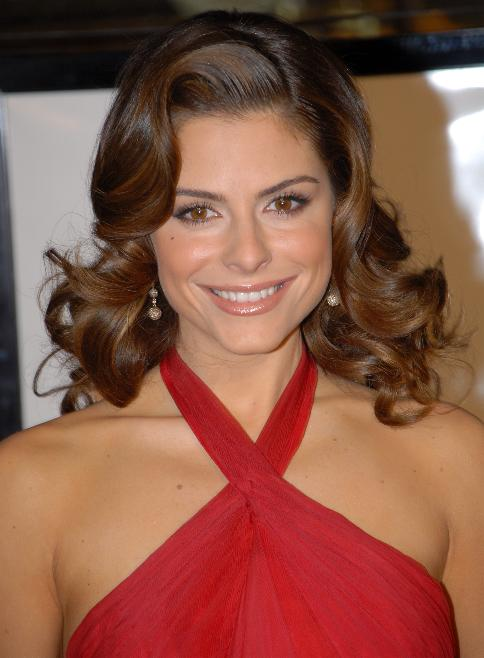
Apresentador de 2006 : Maria Menounos.

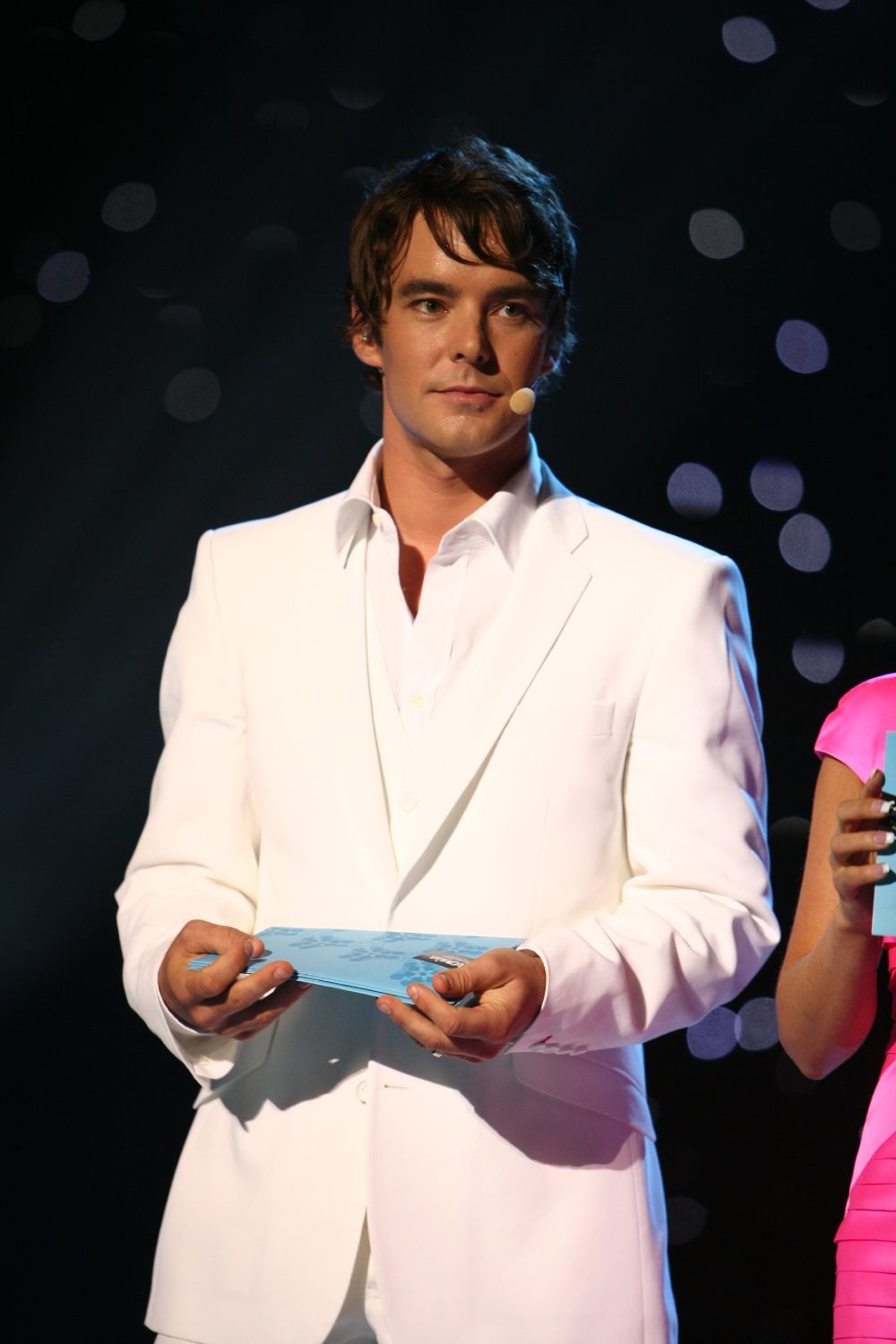
Apresentador de 2007: Mikko Leppilampi.

## Apresentadores
| Ano  | Apresentador(es) principais                                                                | Apresentador(es) da green room                                                             | Apresentador(es) online | Refs          |
| ---- | ------------------------------------------------------------------------------------------ | ------------------------------------------------------------------------------------------ | ----------------------- | ------------- |
| 1956 | Lohengrin Filipello                                                                        |                                                                                            |                         | [ 1 ]         |
| 1957 | Anaïd Iplicjian                                                                            | [ 2 ]                                                                                      |                         |               |
| 1958 | Hannie Lips                                                                                | [ 3 ]                                                                                      |                         |               |
| 1959 | Jacqueline Joubert                                                                         | [ 4 ]                                                                                      |                         |               |
| 1960 | Katie Boyle                                                                                | [ 5 ]                                                                                      |                         |               |
| 1961 | Jacqueline Joubert                                                                         | [ 6 ]                                                                                      |                         |               |
| 1962 | Mireille Delannoy                                                                          | [ 7 ]                                                                                      |                         |               |
| 1963 | Katie Boyle                                                                                | [ 8 ]                                                                                      |                         |               |
| 1964 | Lotte Wæver                                                                                | [ 9 ]                                                                                      |                         |               |
| 1965 | Renata Mauro                                                                               | [ 10 ]                                                                                     |                         |               |
| 1966 | Josiane Shen                                                                               | [ 11 ]                                                                                     |                         |               |
| 1967 | Erika Vaal                                                                                 | [ 12 ]                                                                                     |                         |               |
| 1968 | Katie Boyle                                                                                | [ 13 ]                                                                                     |                         |               |
| 1969 | Laurita Valenzuela                                                                         | [ 14 ]                                                                                     |                         |               |
| 1970 | Willy Dobbe                                                                                | [ 15 ]                                                                                     |                         |               |
| 1971 | Bernadette Ní Ghallchóir                                                                   | [ 16 ]                                                                                     |                         |               |
| 1972 | Moira Shearer                                                                              | [ 17 ]                                                                                     |                         |               |
| 1973 | Helga Guitton                                                                              | [ 18 ]                                                                                     |                         |               |
| 1974 | Katie Boyle                                                                                | [ 19 ]                                                                                     |                         |               |
| 1975 | Karin Falck                                                                                | [ 20 ]                                                                                     |                         |               |
| 1976 | Corry Brokken                                                                              | Hans van Willigenburg                                                                      | [ 21 ]                  |               |
| 1977 | Angela Rippon                                                                              |                                                                                            | [ 22 ]                  |               |
| 1978 | Denise Fabre e Léon Zitrone                                                                | [ 23 ]                                                                                     |                         |               |
| 1979 | Yardena Arazi e Daniel Pe'er                                                               | [ 24 ]                                                                                     |                         |               |
| 1980 | Marlous Fluitsma                                                                           | Hans van Willigenburg                                                                      | [ 25 ]                  |               |
| 1981 | Doireann Ní Bhriain                                                                        |                                                                                            | [ 26 ]                  |               |
| 1982 | Jan Leeming                                                                                | [ 27 ]                                                                                     |                         |               |
| 1983 | Marlene Charell                                                                            | [ 28 ]                                                                                     |                         |               |
| 1984 | Désirée Nosbusch                                                                           | [ 29 ]                                                                                     |                         |               |
| 1985 | Lillemor Lindfors                                                                          | [ 30 ]                                                                                     |                         |               |
| 1986 | Åse Kleveland                                                                              | [ 31 ]                                                                                     |                         |               |
| 1987 | Viktor Lazlo                                                                               | [ 32 ]                                                                                     |                         |               |
| 1988 | Michelle Rocca e Pat Kenny                                                                 | [ 33 ]                                                                                     |                         |               |
| 1989 | Lolita Morena e Jacques Deschenaux                                                         | [ 34 ]                                                                                     |                         |               |
| 1990 | Helga Vlahović e Oliver Mlakar                                                             | [ 35 ]                                                                                     |                         |               |
| 1991 | Gigliola Cinquetti e Toto Cutugno                                                          | [ 36 ]                                                                                     |                         |               |
| 1992 | Lydia Cappolicchio e Harald Treutiger                                                      | [ 37 ]                                                                                     |                         |               |
| 1993 | Fionnuala Sweeney                                                                          | [ 38 ]                                                                                     |                         |               |
| 1994 | Cynthia Ní Mhurchú e Gerry Ryan                                                            | [ 39 ]                                                                                     |                         |               |
| 1995 | Mary Kennedy                                                                               | [ 40 ]                                                                                     |                         |               |
| 1996 | Ingvild Bryn e Morten Harket                                                               | [ 41 ]                                                                                     |                         |               |
| 1997 | Carrie Crowley e Ronan Keating                                                             | [ 42 ]                                                                                     |                         |               |
| 1998 | Ulrika Jonsson e Terry Wogan                                                               | [ 43 ]                                                                                     |                         |               |
| 1999 | Dafna Dekel, Sigal Shahamon e Yigal Ravid                                                  | [ 44 ]                                                                                     |                         |               |
| 2000 | Kattis Ahlström e Anders Lundin                                                            | [ 45 ]                                                                                     |                         |               |
| 2001 | Natasja Crone Back e Søren Pilmark                                                         | [ 46 ]                                                                                     |                         |               |
| 2002 | Annely Peebo e Marko Matvere                                                               | Tiina Kimmel e Kirke Ert                                                                   | [ 47 ]                  |               |
| 2003 | Maria Naumova e Renārs Kaupers                                                             | Ilze Jaunalksne e Dīvs Reiznieks                                                           | [ 48 ]                  |               |
| 2004 | Meltem Cumbul e Korhan Abay                                                                | Sertab Erener (final)                                                                      | [ 49 ]                  |               |
| 2005 | Maria Efrosnina e Pavlo Shylko                                                             | Ruslana Lyzhychko e Wladimir Klitschko (final)                                             | [ 50 ]                  |               |
| 2006 | Maria Menounos e Sakis Rouvas                                                              | Maria Menounos e Sakis Rouvas                                                              | [ 51 ]                  |               |
| 2007 | Jaana Pelkonen e Mikko Leppilampi                                                          | Krisse Salminen (final)                                                                    | [ 52 ]                  |               |
| 2008 | Jovana Janković e Željko Joksimović                                                        | Kristina Radenković e Branislav Katić                                                      | [ 53 ]                  |               |
| 2009 | Natalia Vodianova e Andrey Malahov (semi-finais)                                           | Dmitry Shepelev                                                                            | [ 54 ] [ 55 ]           |               |
| 2009 | Alsou e Ivan Urgant (final)                                                                | Dmitry Shepelev                                                                            | [ 54 ] [ 55 ]           |               |
| 2010 | Nadia Hasnaoui, Haddy N'jie e Erik Solbakken                                               | Nadia Hasnaoui, Haddy N'jie e Erik Solbakken                                               | [ 56 ]                  |               |
| 2011 | Anke Engelke, Judith Rakers e Stefan Raab                                                  | Anke Engelke, Judith Rakers e Stefan Raab                                                  | [ 57 ]                  |               |
| 2012 | Leyla Aliyeva, Eldar Gasimov e Nargiz Birk-Petersen                                        | Leyla Aliyeva, Eldar Gasimov e Nargiz Birk-Petersen                                        | [ 58 ]                  |               |
| 2013 | Petra Mede                                                                                 | Eric Saade (final)                                                                         | [ 59 ]                  |               |
| 2014 | Lise Rønne, Nikolaj Koppel e Pilou Asbæk                                                   | Lise Rønne, Nikolaj Koppel e Pilou Asbæk                                                   | [ 60 ]                  |               |
| 2015 | Mirjam Weichselbraun, Alice Tumler e Arabella Kissbauer                                    | Conchita Wurst                                                                             | [ 61 ]                  |               |
| 2016 | Petra Mede e Måns Zelmerlöw                                                                | Petra Mede e Måns Zelmerlöw                                                                | [ 62 ]                  |               |
| 2017 | Oleksandr Skichko, Volodymyr Ostapchuk e Timur Miroshnychenko                              | Timur Miroshnychenko                                                                       | [ 63 ]                  |               |
| 2018 | Catarina Furtado, Daniela Ruah, Filomena Cautela e Sílvia Alberto                          | Filomena Cautela                                                                           | [ 64 ] [ 65 ]           |               |
| 2019 | Bar Refaeli, Erez Tal, Assi Azar e Lucy Ayoub                                              | Assi Azar e Lucy Ayoub                                                                     | [ 66 ]                  |               |
| 2020 | Chantal Janzen, Edsilia Rombley e Jan Smit                                                 |                                                                                            | Nikkie de Jager         | [ 67 ] [ 68 ] |
| 2021 | Chantal Janzen, Edsilia Rombley, Jan Smit e Nikkie de Jager                                | Chantal Janzen, Edsilia Rombley, Jan Smit e Nikkie de Jager                                | Nikkie de Jager         | [ 69 ] [ 70 ] |
| 2022 | Alessandro Cattelan, Laura Pausini e Mika                                                  | Alessandro Cattelan, Laura Pausini e Mika                                                  |                         | [ 71 ]        |
| 2023 | Alesha Dixon, Hannah Waddingham, Julia Sanina (semifinais e final) e Graham Norton (final) | Alesha Dixon, Hannah Waddingham, Julia Sanina (semifinais e final) e Graham Norton (final) | [ 72 ]                  |               |
| 2024 | Petra Mede e Malin Åkerman                                                                 | Petra Mede e Malin Åkerman                                                                 | [ 73 ]                  |               |
| 2025 | Hazel Brugger, Sandra Studer e Michelle Hunziker (final)                                   | Hazel Brugger, Sandra Studer e Michelle Hunziker (final)                                   |                         |               |

### Canções da Europa
Canções da Europa foi um programa de concerto de televisão de Mysen, Noruega, para comemorar o vigésimo quinto aniversário do concurso. O evento contou com quase todos os vencedores do concurso de 1956 a 1981. 
| Local | Apresentador(es)           |
| ----- | -------------------------- |
| Mysen | Rolf Kirkvaag e Titten Tei |

### Kvalifikacija za Millstreet
A Qualificação para Millstreet (em inglês: Qualification for Millstreet, em francês: Qualification pour Millstreet e em esloveno: Kvalifikacija za Millstreet) foi a pré-seleção para o Festival Eurovisão da Canção 1993. Sete países participaram, nenhum dos quais havia participado até então no Festival Eurovisão da Canção.
| Local     | Apresentador(es) |
| --------- | ---------------- |
| Ljubljana | Tajda Lekše      |

### Congratulations: 50 Anos do Festival Eurovisão da Canção
Congratulations: 50 Anos do Festival Eurovisão da Canção foi produzido pela EBU, e serviu para festejar o aniversário dos 50 anos da existência da Eurovisão. Ao mesmo tempo elegeu-se a melhor música alguma vez apresentada no festival, tal música, foi a que os ABBA levaram em 1974 a concurso Waterloo.
| Local     | Apresentador(es)                   |
| --------- | ---------------------------------- |
| Copenhaga | Katrina Leskanich e Renārs Kaupers |

### Eurovision Song Contest's Greatest Hits
Eurovision Song Contest's Greatest Hits foi um programa de concertos de televisão ao vivo organizado pela União Europeia de Radiodifusão (EBU) e produzido pela British Broadcasting Corporation (BBC) para comemorar o 60º aniversário do Festival Eurovisão da Canção.
| Local   | Apresentador(es)           |
| ------- | -------------------------- |
| Londres | Petra Mede e Graham Norton |

### Eurovisão: Europe Shine A Light
O Eurovisão: Europe Shine A Light foi um programa de televisão em direto, organizado pela União Europeia de Radiodifusão (UER) e produzido pelas emissoras holandesas AVROTROS, NOS e NPO. Substituiu o Festival Eurovisão da Canção 2020, que estava planejado para ser realizado em Roterdão, Holanda, mas foi cancelado devido à pandemia de COVID-19. 
| Local     | Apresentador(es)                           |
| --------- | ------------------------------------------ |
| Hilversum | Chantal Janzen, Edsilia Rombley e Jan Smit |